# Luis Obando
Luis Fernando Obando Díaz – ekwadorski zapaśnik walczący w stylu klasycznym. Zajął ósme miejsce na mistrzostwach panamerykańskich w 2014. Brązowy medalista igrzysk Ameryki Południowej w 2014 i mistrzostw Ameryki Południowej w 2014 roku.